# Amma Pillai
Amma Pillai er en indisk film fra 1990 af R. C. Sakthi.

## Medvirkende
- Ramki
- Seetha
- Jaishankar
- Srividya
- Nassar
- Charle
- S. S. Chandran
- Kovai Sarala